# Das Haus in der Karpfengasse
Das Haus in der Karpfengasse är en västtysk dramafilm från 1965 i regi av Kurt Hoffmann.
Filmen skildrar några judiska människors öden i det tyskockuperade Prag under andra världskriget och bygger på Moscheh Ya’akov Ben-Gavriêls roman med samma namn.
Filmen skulle visas på Cannesfestivalen 1965 men drogs tillbaka av producentlandet efter missnöje från en förbundsdagsledamot som ansåg att bilden av Tyskland skulle svärtas ned.

## Rollista i urval
- Edith Schultze-Westrum – fru Kauders
- František Filipovský – herr Kauders
- Ladislav Kríz – Emil Kauders
- Wolfgang Kieling – Karl Marek
- Rosel Schäfer – Olga Marek
- Helmut Schmid – löjtnant Slezak
- Valter Taub – Salomon Laufer
- Margrit Weiler – Bertha Lederer
- Walter Buschhoff – Krauthammer
- Rudolf Hrušínský – Karl Glaser
- Karl-Otto Alberty – Leopold Glaser
- Václav Voska – Leo Mautner
- Eva Maria Meineke – Lilly Mautner
- Jana Brejchová – Božena
- Berno von Cramm – Behrend
- Jan Tříska – Kolowrat